# Keiko Matsui
Keiko Matsui (松居慶子?), nace en Tokio como Keiko Doi el 26 de julio de 1961. Es una compositora y tecladista japonesa del género smooth jazz/new age. Su carrera abarca tres décadas, durante las cuales ha editado veinte CD y varias compilaciones, siendo reconocida internacionalmente.
Keiko y su esposo, Kazu Matsui tienen dos hijas, Maya (1988) y Mako (Sep 12, 1995).

## Biografía
Keiko Matsui nace en Tokio, Japón. Su madre, Emiko, la llevó a su primera clase de piano en el mes de junio siguiente a su quinto cumpleaños. La tradición japonesa sostiene que un niño que se inicia en las lecciones en ese momento continuará con esos estudios durante mucho tiempo. La tradición se cumplió en el caso de Matsui, quien estudió piano durante toda su etapa escolar. Aunque su formación inicial se centró en la música clásica, en la escuela secundaria se interesó por el jazz y empezó a componer su propia música.
Estudió cultura infantil en la Universidad Femenina de Japón (日本女子大学, nihon joshidaigaku), y luego estudió en la Fundación Musical Yamaha. Creó el grupo Cosmos, que grabó cuatro álbumes. Grabó su primer álbum en solitario, A Drop of Water (Passport, 1987), con su marido Kazu Matsui. Firmó con MCA y publicó los álbumes No Borders y Under Northern Lights. En 1992 firmó con White Cat. Sapphire (1995) alcanzó el número 1 en la lista de Jazz Contemporáneo de la revista Billboard.
Produjo su álbum The Road (Shanachie, 2011) y lo grabó con Richard Bona, Vinnie Colaiuta, Jackiem Joyner y Kirk Whalum. Trabajó con Bob James en un álbum durante el mismo año. Su álbum Soul Quest (2013) alcanzó el número 6 en la lista de éxitos de jazz.
Su mini CD A Gift of Hope de 1997 se destinó a apoyar a la Y-ME National Breast Cancer Organization, y su música apareció en un especial del canal Lifetime sobre el cáncer de mama. En 1997 actuó en un evento de patinaje sobre hielo para apoyar a Susan G. Komen for the Cure. Los ingresos de A Gift of Life se destinaron al Programa Nacional de Donantes de Médula Ósea y a la Fundación de Médula Ósea para ayudar a Asians for Miracle Marrow Matches, que promueve la inscripción de personas de minorías étnicas como donantes de médula para mejorar sus posibilidades de encontrar un donante compatible. Los derechos de su álbum Wildflower se destinaron al Programa Mundial de Alimentos de las Naciones Unidas. Actuó en el edificio de la sede de las Naciones Unidas en Nueva York el 17 de diciembre de 2003, en beneficio del programa.

## Influencias
Matsui combina la música occidental con la oriental. Tiene una visión muy espiritual de la composición de música, sintiendo cada composición como si, en sus palabras, "viniera a mí desde otro espacio, otra dimensión", y "cogiendo notas del silencio y luego simplemente colocándolas juntas" Matsui ve la música como "los grandes regalos de las almas humanas del pasado, para los niños del futuro". Cree que la música tiene el poder de unir a la gente y cambiar sus vidas." Estamos conectados por la música", escribió Matsui, "como el océano conecta los continentes". Amante de la naturaleza, Matsui suele hacer referencia a las plantas, los animales, los elementos y otras características y fenómenos naturales en los títulos de sus canciones. Muestra una especial fascinación por la luna, ya que varias de sus composiciones hacen referencia a ella en sus títulos.

## Discografía

### EE. UU.
- A drop of water (1987, 1993, 2003)
- Under northern lights (1989)
- No borders (1990)
- Night waltz (1991)
- Cherry Blossom (1992, 2003)
- Doll (1994)
- Sapphire (1995)
- Dream walk (1996)
- A gift of hope (1997)
- Keiko Matsui collection (1997)
- Full moon and the shrine (1998)
- Keiko Matsui live (1999)
- Whisper from the mirror (2000)
- Deep blue (2001)
- A gift of life (2001)
- The ring (2002)
- The piano (2003)
- White owl (2003)
- Wildflower  (2004)
- Walls of Akendora (2005)
- Moyo (2007)
- The road... (2011)
- Altair & Vega (2011) Con Bob James
- Soul Quest (2013)
- Journey to the Heart (2016)

### Japón
- A Drop of Water (1987)
- Under Northern Lights (1988)
- The Wind and The Wolf (1990)
- Night Waltz (1991)
- Cherry Blossom (1992)
- Doll (1994)
- Sapphire (1995)
- Dreamwalk (1997)
- Full Moon and The Shrine (1998)
- Live from Santa Monica, CA (1999)
- In A Mirror (2000)
- The Piano (2001)
- Deep Blue (2001)
- Deep Blue solo Piano (2001)
- The Ring (2002)
- Live in Tokyo (2002)
- Spring Selection (2003)
- Wildflower (2003)
- Summer Selection (2004)
- Walls of Akendora (2004)
- Compositions (2005)
- The best of Keiko Matsui (2005)
- Moyo (2007)
- The road... (2011)
- Altair & Vega (2011) Con Bob James
- Soul Quest (2015)